# Jarryd Hughes
Jarryd Hughes (Sydney, 21 mei 1995) is een Australisch snowboarder, die is gespecialiseerd op het onderdeel snowboardcross. Hij vertegenwoordigde zijn vaderland op de Olympische Winterspelen 2014 in Sotsji en op de Olympische Winterspelen 2018 in Pyeongchang.

## Carrière
Bij zijn wereldbekerdebuut, in februari 2012 in Stoneham, eindigde Hughes direct in de top tien. Op de FIS wereldkampioenschappen snowboarden 2013 in Stoneham eindigde de Australiër als elfde op de snowboardcross. Op 21 december 2013 boekte hij in Lake Louise zijn eerste wereldbekerzege. Tijdens de Olympische Winterspelen van 2014 in Sotsji eindigde Hughes als zeventiende op het onderdeel snowboardcross.
In Kreischberg nam de Australiër deel aan de FIS wereldkampioenschappen snowboarden 2015. Op dit toernooi eindigde hij als 31e op de snowboardcross. Op de FIS wereldkampioenschappen snowboarden 2017 in de Spaanse Sierra Nevada eindigde hij als 34e op het onderdeel snowboardcross. Tijdens de Olympische Winterspelen van 2018 in Pyeongchang veroverde Hughes de zilveren medaille op de snowboardcross.
In Park City nam de Australiër deel aan de FIS wereldkampioenschappen snowboarden 2019. Op dit toernooi eindigde hij als 35e op de snowboardcross. Op de FIS wereldkampioenschappen snowboarden 2021 in Idre Fjäll eindigde hij als elfde op de snowboardcross, in de landenwedstrijd sleepte hij samen met Belle Brockhoff de wereldtitel in de wacht.

## Resultaten

### Olympische Winterspelen
| Jaar | Plaats      | Resultaten         |
| ---- | ----------- | ------------------ |
| 2014 | Sotsji      | 17e Snowboardcross |
| 2018 | Pyeongchang | Snowboardcross     |

### Wereldkampioenschappen
| Jaar | Plaats        | Resultaten                               |
| ---- | ------------- | ---------------------------------------- |
| 2013 | Stoneham      | 11e Snowboardcross                       |
| 2015 | Kreischberg   | 31e Snowboardcross                       |
| 2017 | Sierra Nevada | 34e Snowboardcross                       |
| 2019 | Park City     | 35e Snowboardcross                       |
| 2021 | Idre Fjäll    | 11e Snowboardcross · Snowboardcross team |

### Wereldbeker
Eindklasseringen
| Seizoen   | SBX |
| --------- | --- |
| 2011/2012 | 31e |
| 2012/2013 | 56e |
| 2013/2014 | 4e  |
| 2014/2015 | 8e  |
| 2015/2016 | 29e |
| 2016/2017 | 7e  |
| 2017/2018 | 14e |
| 2018/2019 | 28e |
| 2019/2020 | 20e |

Wereldbekerzeges
| Datum            | Plaats      | Onderdeel      |
| ---------------- | ----------- | -------------- |
| 21 december 2013 | Lake Louise | Snowboardcross |
| 16 december 2017 | Montafon    | Snowboardcross |